# Helicoidea
Helicoidea – nadrodzina ślimaków płucodysznych (Pulmonata) o kosmopolitycznym zasięgu występowania. Obejmuje ślimaki o zróżnicowanych rozmiarach (od kilku milimetrów do kilku centymetrów) i kształcie muszli. W narządach płciowych występuje strzałka miłosna. 
Rodziny zaliczane do Helicoidea zdefiniowano na podstawie różnic w budowie narządów płciowych. Według klasyfikacji Boucheta i Rocroia są to:
- Bradybaenidae – zaroślarkowate
- Camaenidae
- Cepolidae
- Cochlicellidae
- Elonidae
- Epiphragmophoridae
- Halolimnohelicidae
- Helicidae – ślimakowate
- Helicodontidae
- Helminthoglyptidae
- Humboldtianidae
- Hygromiidae
- Monadeniidae
- Pleurodontidae
- Polygyridae
- Sphincterochilidae
- Thysanophoridae
- Trissexodontidae
- Xanthonychidae